# Haus Visbeck

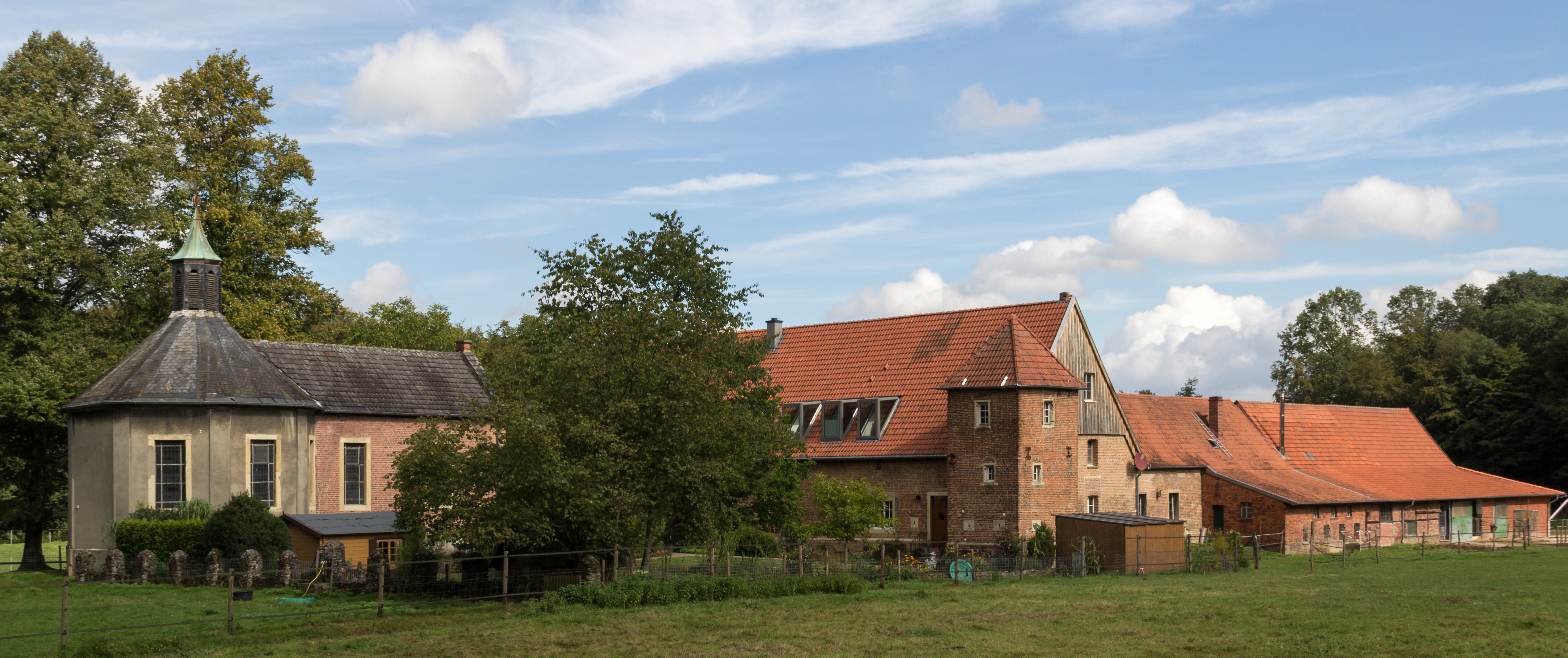
Marienkapelle und Haus Visbeck

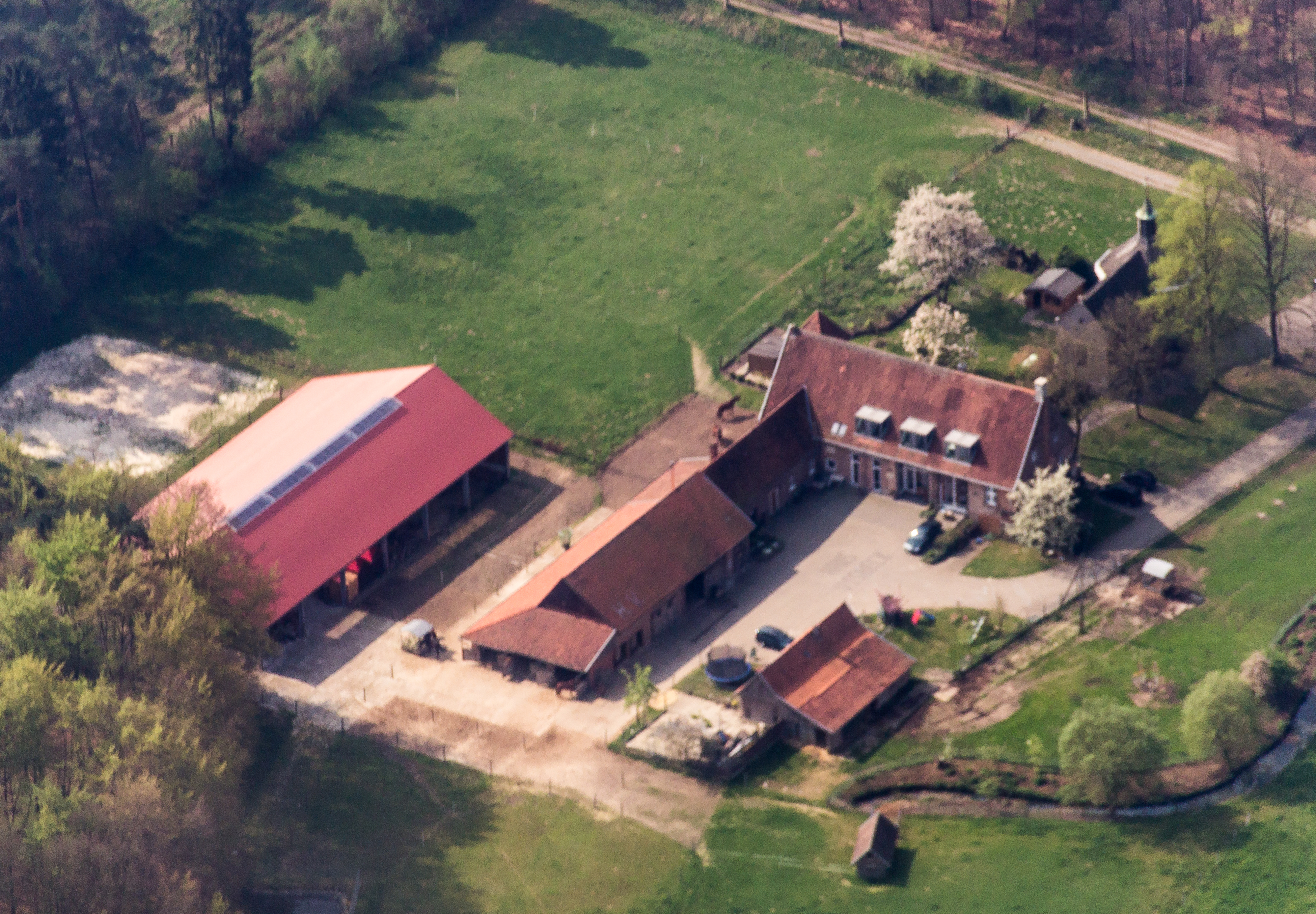
Luftbild (2014)

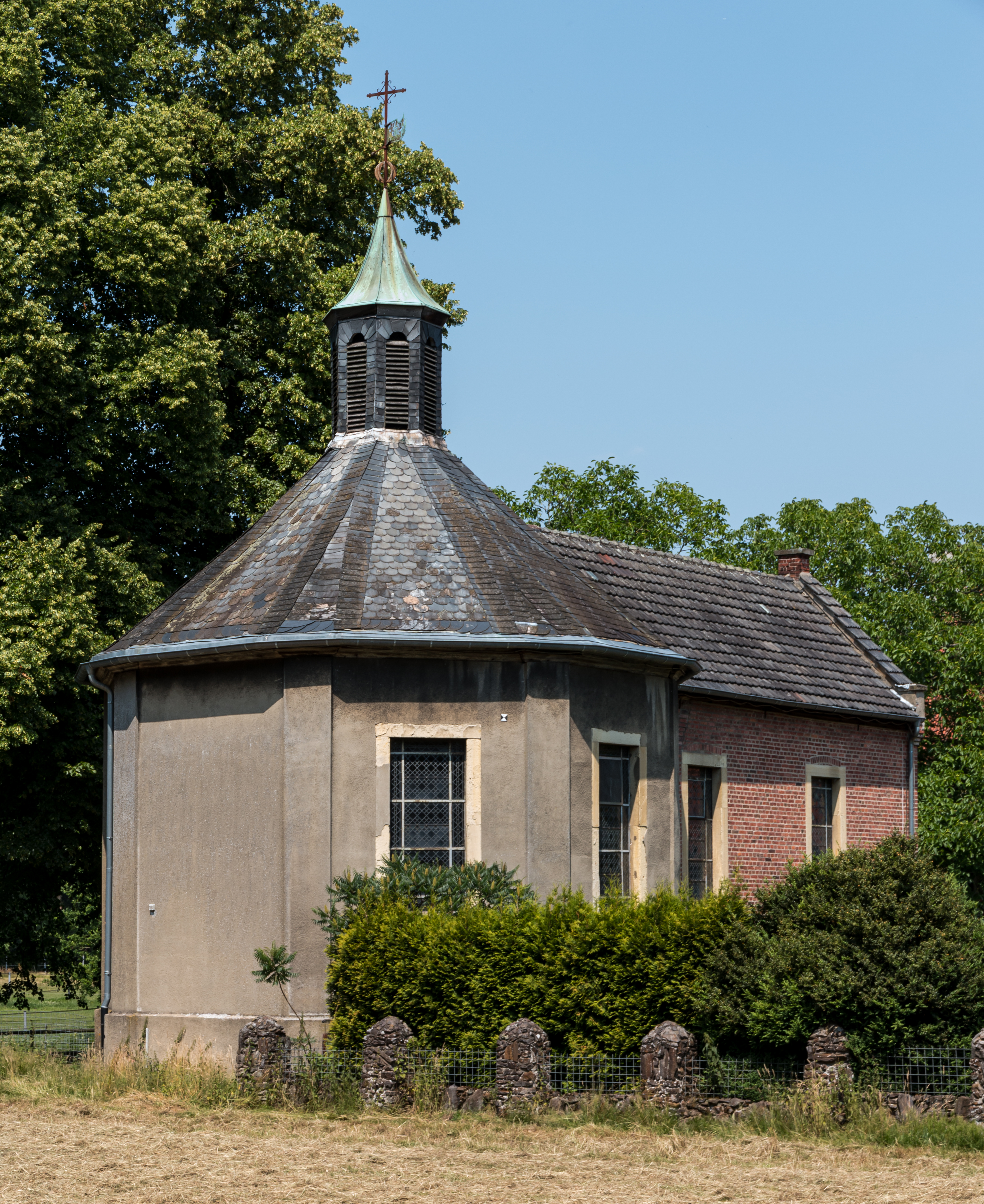
Marienkapelle neben Haus Visbeck

Haus Visbeck nahe Dülmen in Nordrhein-Westfalen ist ein ehemaliges Rittergut, von dem heute noch ein Teil der Gebäude sowie die Marienkapelle existieren.

## Geschichte

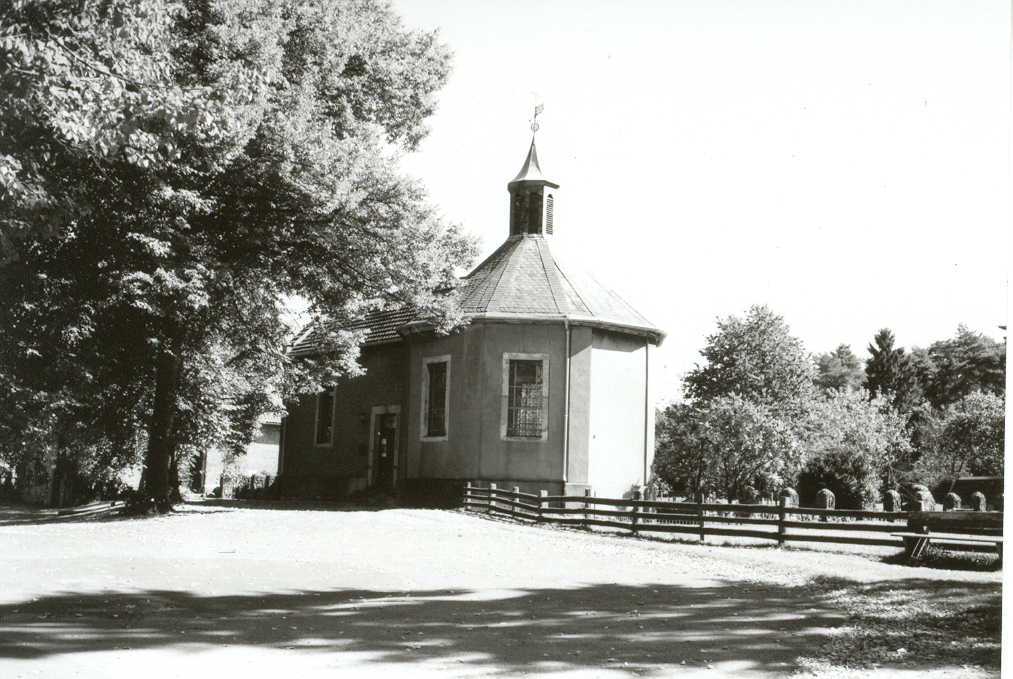
Marienkapelle bei Haus Visbeck

Schon 1186 wurde das Haus als Villa Visbeck als Lehnsgut im Urbar des Klosters Werden erwähnt. Seit 1338 waren die Herren von Visbeck Besitzer des nunmehr als Rittergut genutzten Komplexes – ein Wehrbau auf zwei Inseln. Das Geschlecht der Herren von Visbeck starb 1540 aus und damit fanden die Gebäude weitere Besitzer, zuletzt die Familie Droste zu Vischering, die es bis in das 20. Jahrhundert hinein besaß.
Die Marienkapelle stammt aus dem 18. Jahrhundert und ist somit deutlich jünger als das Haus Visbeck selbst. Ihr Baumeister war Johann Conrad Schlaun. Eine Szene der Wilsberg-Folge Die Wiedertäufer wurde in der Kapelle gedreht.
Am 14. März 2023 zerstörte ein Feuer Teile der Gebäude des Ritterguts.
Heute befindet sich Haus Visbeck in Privatbesitz.

## Lage
Haus Visbeck liegt südöstlich der Stadt Dülmen nahe der Bundesstraße 474. Es gehört zum Kirchspiel Dülmen und liegt in der Bauerschaft Dernekamp.

## Umgebung

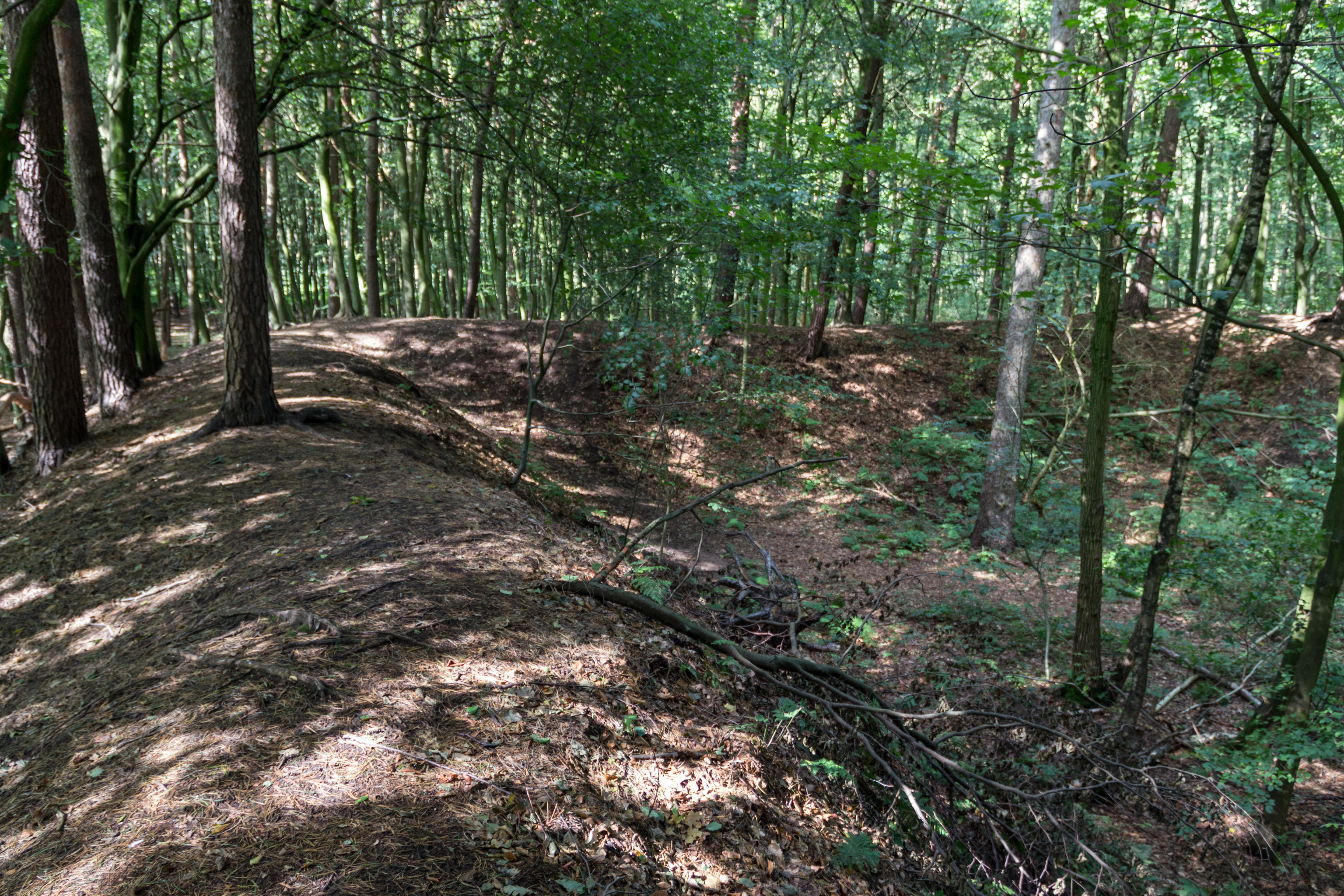
Reste des ehemaligen Krupp’schen Schieß- und Versuchsplatzes bei Haus Visbeck

In der näheren Umgebung des Hauses Visbeck befinden sich zwei bemerkenswerte Anlagen:
- Der ehemalige Atomwaffenstandort, das Sondermunitionslager Dülmen-Visbeck, welches bis 2018 als Lager für Feuerwerkskörper diente. In den 1980er-Jahren war das Lager oft Ziel der Friedensbewegung. Der Bau des Lagers wurde am 25. April 1963 begonnen und am 22. September 1965 fertiggestellt.[2]
- Der ehemalige Schieß- und Versuchsplatz der Krupp’schen Gussstahl-Fabrik aus Essen. Der Schießplatz war der erste von einem Privatmann – Alfred Krupp – errichtete Schießplatz, allerdings nur wenige Jahre in Betrieb. Eröffnet wurde er 1873, aber schon 1878 nicht mehr genutzt, er war zu klein geworden. 1887 letztendlich waren alle Liegenschaften wieder veräußert worden. Vom Schießplatz sind noch zwei Umwallungen von Laboratorien deutlich sichtbar.[3]